# ジョン・パデル
ジョン・ハンター・パデル(英語: John Hunter Padel、1913年5月3日生 - 1999年10月24日没)はイギリスの精神分析学者・古典学者。
「ハンター」は母方の姓であり、ウィリアム・ハンターの孫にあたる。

## 略歴
当時、父親であるチャールズ・パデルがイギリス・カーライルでカーライル文法学校の校長職を得ていたため、この地で生を受ける。母親のMòragはウィリアム・ハンターの三女にあたり、ジョン・パデルの名はウィリアムの弟ジョン・ハンターにちなんで付けられたものである。
奨学金を得てオックスフォード大学クイーンズコレッジに進学した。
1944年にはヒルダ・ホライショ・バーロウと結婚。ヒルダは著名なダーウィンの孫娘ノーラ・ダーウィンとその夫アラン・バーロウの娘である。ジョンとヒルダは五子を儲けた。
- ルース・パデル（英語版） (1946年生)：詩人
- オリバー・パデル（英語版） (1948年生)：中世コーンウォール史及び中世ウェールズ史の歴史家

- ニコラ・マリー・パデル(1951年生) 精神医学者・精神分析的心理療法士
- フェリックス・パデル(1955年生) 人類学者
- アダム・パデル(1956年生) 組織病理学者